# 千宗左 (7代)
7代千 宗左（せん そうさ、宝永5年（1705年） - 寛延4年8月13日（1751年10月2日））は、日本の江戸時代中期の茶人で、茶道表千家の7代家元。如心斎、丁々軒、天然と号し、世襲前は宗員と名乗った。表千家では中興の祖と称される。

## 経歴
宝永2年（1705年）に6代家元覚々斎原叟宗左とその妻・秋の長男として生まれる。妻は住山揚甫の姉（氏名不詳）。父・覚々斎は享保年間、紀州徳川家6代徳川宗直のもとに茶頭として出仕しているが、如心斎も20歳ころには父の意を受けて道具の手配や、茶席への奉仕をしており、のちに自身も紀州徳川家に茶頭として出仕している。
享保15年（1730年）に26歳で家元となり宗左を襲名。元文5年（1740年）には、千利休150年忌を執り行うために祖堂を建立。また、江戸・深川の豪商の冬木家に渡っていた「利休遺偈」を千家に戻した。その代わりに冬木家には千家伝来の楽茶碗「北野黒」と古田織部から利休に宛てた消息「武蔵鐙の文」が贈られている。大徳寺玉林院には寛保2年（1742年）に落成した如心斎好みの茶室「簑庵（さあん）」が残る。寛延4年（1751年）8月13日死去。46歳。
表千家では、如心斎の命日の記念として太陽暦9月13日に天然忌を営む。如心斎は自身の肖像画を残すことを許さなかったと伝えられ、肖像画の代わりに〇（円相）の中に「天然」と記された軸が用いられる。

## 七事式
18世紀半ばには、茶道の遊芸化が進むとともに、茶道人口が増大しており、その指導方法として、如心斎、一燈宗室、川上不白、無学宗衍、堀内宗心らが中心となって七事式を制定。
利休時代から存在していた茶カブキ、廻り炭、廻り花に加え、花月、且座、一二三（ひふみ）、員茶（数茶、かずちゃ）を考案し、碧巖録の七事随身の語からとって、七事式と名付けた。

## 関係人物
- 啐啄斎件翁（長男。表千家8代家元）
- 最々斎竺叟宗室（弟。裏千家7代家元）
- 又玄斎一燈宗室（弟。裏千家8代家元）
- 大龍宗丈（参禅の師。大徳寺341世）
- 川上不白（門人。不白流の開祖）
- 住山揚甫（門人。如心斎室は初代住山揚甫の姉）
- 無学宗衍（門人。大徳寺第378世。玉林院第10世）
- 多田宗菊（門人）